# Sfatul Țării
Sfatul Țării a fost un consiliu legislativ care a condus  în 1917-1918 noul stat Republica Democratică Moldovenească format pe teritoriul fostei guberniei ruse Basarabia, care fusese creată după 1812 de Imperiul Rus în partea estică a Principatului românesc medieval, Moldova. Sfatul Țării a proclamat, în calitate de Parlament al Basarabiei (21 noiembrie 1917 stil vechi - 27 noiembrie 1918 stil vechi) după destrămarea Imperiului Rus și fondarea Republicii Democratice Moldovenești, Unirea cu Regatul României în 1918.

## Evenimentele care au precedat alegerile pentru Sfatul Țării

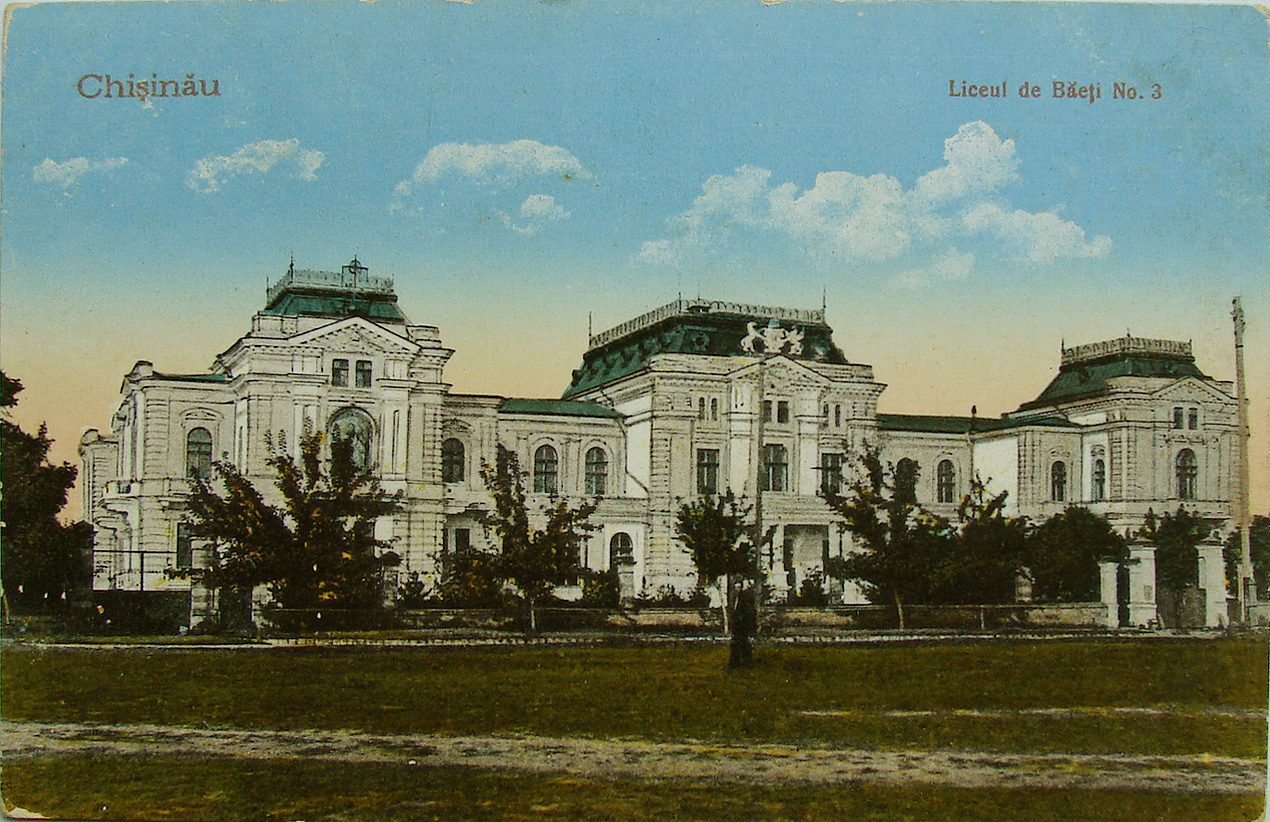
Palatul Sfatului Țării

După Revoluția din Februarie și încetarea ostilităților dintre Rusia și Puterile Centrale, în Basarabia au fost convocate numeroase adunări și congrese ale reprezentanților diferitelor clase sociale sau organizații profesionale pentru discutarea viitorului țării. În perioada 6 – 7 februarie 1917 , a fost convocat un congres al reprezentanților locuitorilor de la sate, care a votat o moțiune care a cerut autonomia și formarea unei adunări legislative. Au urmat alte congrese: ale clerului, învățătorilor și ale soldaților, cu toate cerând autonomia pentru fosta gubernie. 
În aprile 1917, a fost creat Partidul Național Moldovenesc, sub președinția lui Vasile Stroescu, printre membrii de frunte aflându-se Paul Gore, Vladimir Herța, Pantelimon Halippa, Onisifor Ghibu, Ion Pelivan și Daniel Ciugureanu. Partidul, care milita la începuturile sale pentru autonomia Basarabiei, avea ca organ de presă ziarul Cuvânt moldovenesc, la apariția căruia a avut o importantă contribuție un număr de refugiați din Transilvania și Bucovina. 
Pe 16 iulie 1917, comitetul central ostășesc din Chișinău a hotărât crearea unui consiliu al provinciei (după modelul sovietelor), care avea să emită o Propunere de lege pentru autonomie națională și teritorială. Pe 6 septembrie, acest comitet publica propriul său ziar, Soldatul Moldovan, avându-l ca director pe Iorgu Tudor.
În același timp, Adunarea Națională Ucraineană decreta că Basarabia este parte a Ucrainei, ceea ce a dus la solicitarea de către moldoveni a protecției Guvernului provizoriu rus de la Petrograd.

În perioada 23–27 octombrie 1917, consiliul ostășesc a proclamat autonomia Basarabiei și formarea Sfatului Țării ca organ legislativ. Au fost aleși 44 de deputați din rândurile soldaților, 36 de deputați din partea țăranilor, 58 de deputați fiind aleși de comisiile comunale și ale ținuturilor și de asociațiile profesionale. Din totalul de 156 deputați, 105 erau moldoveni, 15 ucraineni, 14 evrei, 7 ruși, 2 germani, 2 bulgari, 8 găgăuzi, 1 polonez, 1 armean și 1 grec.

Proveniența înaintării deputaților din Sfatul Țării

Prima ședință a Sfatului Țării a avut loc la data de 21 noiembrie/4 decembrie 1917 și a fost ales ca președinte Ion Inculeț. În decursul existenței sale, Sfatul Țării s-a întrunit în două sesiuni (cu 83 de ședințe plenare și două ședințe particulare). Prima sesiune a fost pregătită de Biroul de organizare al Sfatului Țării și s-a desfășurat în perioada 21 noiembrie 1917 - 28 mai 1918, iar cea de-a doua sesiune, a fost convocată prin Înalt Decret Regal, ținându-și lucrările între 25-27 noiembrie 1918.
În noaptea dintre 5 spre 6 februarie, Armata Română, la ordinele generalului Ernest Broșteanu, i-a executat pe deputații anti-unioniști Nadejda Grinfeld, Vasile Rudiev, Procopie Ciumacenko, Teofil Cotoros, Ioan Panțîr, Valentin Prahnițchi și N. G. Kovsan. Regele Ferdinand I al României și-a exprimat ulterior regretele famiilor celor decedați, oferindu-le pensie de urmaș.
După ce la data de 2 aprilie 1918, Ion Inculeț și-a dat demisia din conducerea Sfatului Țării, fiind numit ca ministru fără portofoliu pentru Basarabia, a fost numit ca președinte al Sfatului Țării omul politic Constantin Stere (2 aprilie 1918 - 25 noiembrie 1918) și apoi Pantelimon Halippa (25-27 noiembrie 1918). La data de 27 noiembrie 1918, Sfatul Țării s-a autodizolvat.

## Unirea

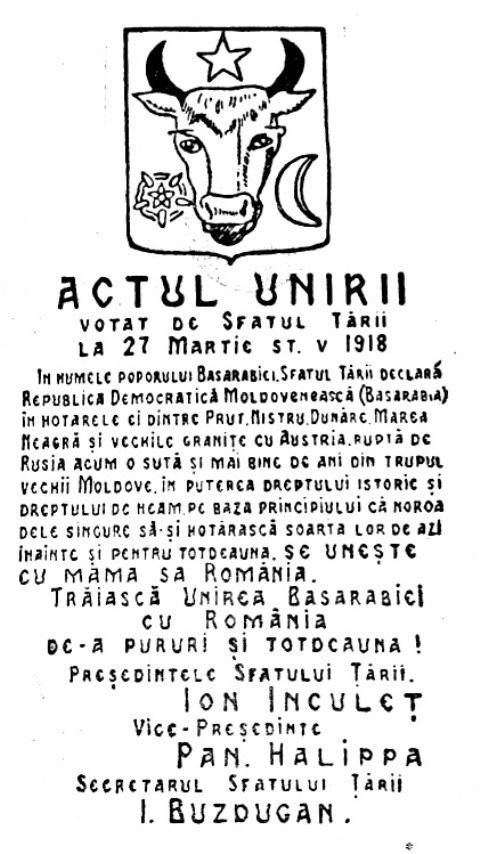
Declarația de Unire a Basarabiei cu România

Până la ședința din 27 martie 1918 a Sfatului Țării, comitetele ținuturilor din Bălți, Soroca și Orhei au fost consultate în privința Unirii cu Regatul României. Pe 27 martie, Sfatul Țării a votat în favoarea Unirii cu România cu următoarele condiții:
1. Sfatul Țării urma să ducă la bun sfârșit o reformă agrară, care trebuia să fie acceptată fără  obiecțiuni de guvernul român;
2. Basarabia avea să rămână autonomă, având să aibă propriul său organ legislativ, Sfatul Țării, ales prin vot democratic;
3. Sfatul Țării avea să voteze bugetul local, urma să controleze consiliile zemstvelor și orașelor și avea să numească funcționarii administrației locale;
4. Recrutările aveau să fie făcute pe baze teritoriale;
5. Legile locale și forma de administrare puteau fi schimbate numai cu acordul reprezentanților locali;
6. Drepturile minorităților urmau să fie garantate prin lege și respectate în statul român;
7. Doi reprezentanți ai Basarabiei aveau să facă parte din guvernul central român;
8. Basarabia urma să trimită în Parlameantul României un număr de deputați proporțional cu populația regiunii;
9. Toate alegerile aveau să fie organizate pe baze democratice, urmând să se bazeze pe votul direct, egal, secret și universal;
10. Noua Constituție urma să garanteze libertatea cuvântului și a religiei;
11. Urma să fie proclamată o amnistie pentru toate persoanele care  comiseseră infracțiuni politice în timpul revoluției.

Din cei 135 de deputați prezenți, 86 au votat în favoarea Unirii, 3 au votat împotrivă, iar 36 s-au abținut, 13 deputați fiind absenți (lista și opțiunile la votare). Citirea rezultatului a fost însoțită de aplauze furtunoase și strigăte entuziaste „Trăiască Unirea cu România!”
După aprobarea reformei agrare pentru Basarabia în noiembrie 1918, Sfatul Țării a votat o moțiune prin care aproba unirea fără condiții cu România, exprimându-și încrederea în viitorul democratic al noului stat, în care nu mai era nevoie de o protecție specială pentru Basarabia.
În toamna anului 1919, au fost convocate alegeri parlamentare în Basarabia. Au fost aleși 90 de deputați și 35 de senatori.
Pe 20 decembrie 1919, aceștia au votat, alături de reprezentanții altor regiuni românești, ratificarea Actelor Unirii aprobate de Sfatul Țării, de Congresul Național din Transilvania și de  Congresul Național din Bucovina. 

## Președinți

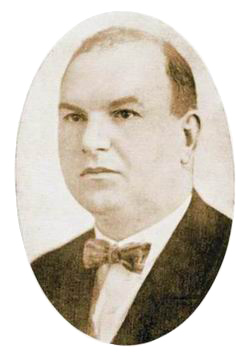
Ion Inculeț, primul președinte al Sfatului

- Ion Inculeț (21 noiembrie 1917 - 2 aprilie 1918)
- Constantin Stere (2 aprilie - 25 noiembrie 1918)
- Pantelimon Halippa (25 - 27 noiembrie 1918).

## Deputații Sfatului Țării și Lavrenti Beria

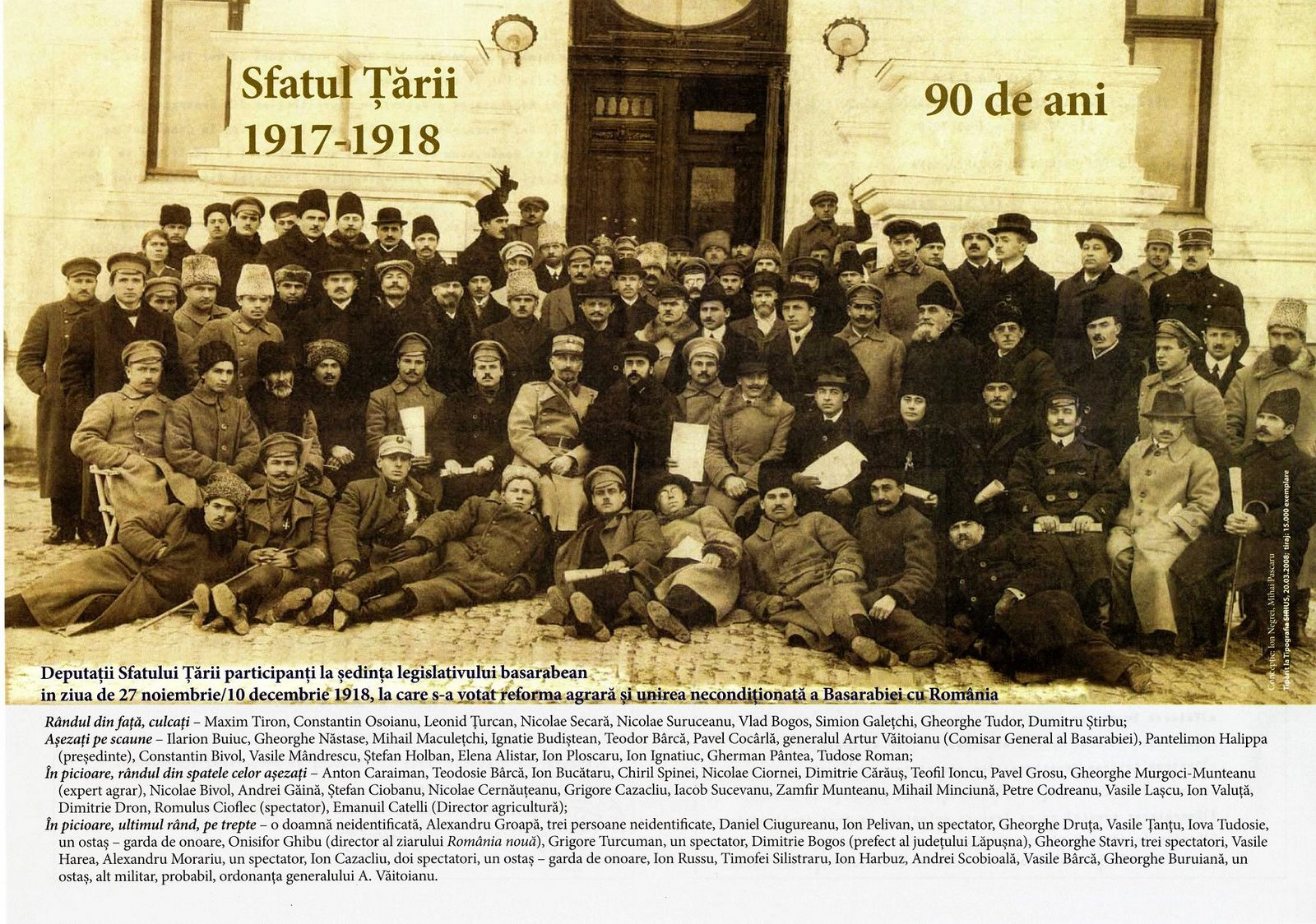
Deputații Sfatului Țării participanți la ședința legislativului basarabean în ziua de 27 noiembrie/10 decembrie 1918, la care s-a votat reforma agrară și unirea necondiționată a Basarabiei cu România

Dosarul cu nr. 824 (care se păstrează în arhiva Serviciului de Informație și Securitate al R. Moldova), intentat celor 13 deputați în Sfatul Țării și unui fost ministru al Republicii Democratice Moldovenești, capturați de bolșevici în vara anului 1940, avea să facă un drum la Moscova, pentru aprobare. De fapt, nimic surprinzător, întrucât orice mișcare în Basarabia de după 28 iunie 1940 trebuia aprobată de metropolă.
De data aceasta, NKVD-istul nr. 1 al RSS Moldovenești, maiorul Sazîkin, atribuind acestui dosar o importanță deosebită, îl expediază comisarului poporului al Afacerilor Interne din Uniunea Sovietică, Lavrenti Pavlovici Beria, pentru a i se permite organizarea unui proces public. La sigur, Sazîkin a urmărit și un scop propriu - o steluță pe epoleți sau o altă recompensă, căci, considera el, capturarea acestor demnitari a fost o operație de succes a nou-formatului NKVD moldovenesc.
Iată ce îi scria Sazîkin lui Beria:
Strict secret
Comisarului Poporului al Afacerilor Interne din Uniunea Sovietică, Comisarului Securității de Stat de rangul I Tov. Beria L. P.
Vă expediez pentru examinare dosarul penal referitor la 14 persoane, membri activi ai mișcării contrarevoluționare „Blocul Moldovenesc” și „Sfatul Țării”.
În dosar sunt incluși:
1. Uncu, Feodor Mihailovici, 1887 anul nașterii, fost deputat în „Sfatul Țării”, până la arest a fost funcționar înalt.
2. Cojuhari, Feodor Petrovici, 1879 a. n., colonel al armatei țariste. Ministru al Apărării în „Sfatul Țării”. Ulterior a fost deputat în Parlamentul României.
3. Neaga, Feodor Ivanovici, 1878 a. n., până la arest a fost moșier.
4. Bodescu, Vladimir Gheorghievici, 1868 a. n., naționalist de marcă. Procuror al Curții de Apel.
5. Ignatiuc, Ivan Gheorghievici, 1893 a. n., până la arest a fost moșier.
6. Sinadino, Pantelimon Victorovici, 1875 a. n., din 1907 până la 1917 membru al Dumei de Stat a fostei Rusii Țariste. Moșier. Până la 1918 avea 4.500 ha.
7. Bivol Constantin Vasilievici, 1885 a. n., moșier.
8. Codreanu Ivan Stepanovici, 1879 a. n.,  până la arest a fost moșier.
9. Cotelli, Emanuil Grigorievici, 1883 a. n., fost ofițer al armatei țariste, până la arest a fost moșier.
10. Știrbeț, Luca Dimitrievici, 1889 a. n. , membru marcant al partidului țărănist, până la arest a fost moșier.
11. Baltaga, Alexandr Stepanovici, 1861 a. n., fost deputat în „Sfatul Țării”, are 12 ordine și medalii ale guvernului român, până la arest a fost mitropolit al Basarabiei.
12. Secara Nicolai Grigorievici, 1894 a. n., fost locțiitor al Ministrului Apărării în „Sfatul Țării”. Până la arest a fost moșier.
13. Turcuman Grigorii Nicolaevici, 1890 a. n., fost ofițer al armatei țariste. Până la arest a fost moșier.
14. Botnariuc Stepan Mefodievici, 1875 a. n., membru marcant al partidelor burgheze. Până la arest a fost moșier.
În timpul cercetărilor, s-a confirmat întrutotul că aceste persoane, în anul 1918, au săvârșit ruperea cu forța a Basarabiei de la Uniunea Sovietică și au alipit-o la România, fapt pentru care au primit de la guvernul român câte 50 ha fiecare.
Plus la aceasta, aceste persoane au exercitat o activitate contrarevoluționară pe teritoriul Basarabiei până în ziua venirii Armatei Roșii. Activitatea lor criminală în fața poporului moldovenesc a fost demonstrată întrutotul, atât prin materialele anchetei, cât și prin documentele ridicate din arhiva de stat română și arhiva siguranței.
Atribuind acestui dosar o importanță politică mare, dar și de agitație pentru truditorii Moldovei, prin vânzarea fățișă a Basarabiei prin intermediul afacerilor tainice a „Blocului Moldovenesc” cu guvernul român și Rada Ucraineană, rog să aprobați organizarea unui proces public pentru acest caz.
Dosarul penal nr. 824, în 3 volume, privind participanții contrarevoluționari din „Blocul Moldovenesc” și Sfatul Țării.
Comisarul Poporului al Afacerilor Interne din RSSM, maior al Securității de Stat Sazîkin.
15 septembrie 1940 Nr. 603 or. Chișinău
Dosarul, după ce se află mai mult de patru luni la Moscova, se întoarce la Chișinău, fără careva indicații. Lavrenti Beria nu avea timp să se ocupe și de soarta celor 14 nefericiți basarabeni. Veneau vremuri tulburi peste URSS. Derutat că n-a primit nicio indicație, anchetatorul Cerepanov constată acest fapt printr-un certificat.
Certificat
Dosarul de anchetă nr. 824, privind învinuirea foștilor membri ai guvernului contrarevoluționar „Sfatul Țării” și „Blocul Moldovenesc”, a fost expediat la NKVD URSS, unde s-a aflat de la 15 septembrie 1940 până la 28 ianuarie 1941.
Cauzele reținerii acestuia la NKVD URSS nu sunt cunoscute nouă.
Anchetator superior al secției anchetă a NKVD RSSM,
locotenent inferior al Securității de Stat Cerepanov.
17.II.1941.
Nu s-a reușit desfășurarea unui proces public. Dar, și fără procesul public, figuranții acestui dosar n-au supraviețuit. Toți au fost exterminați în gulagurile sovietice. 
Iată soarta lor:
1. Teodor Uncu (n. 1881, com. Isacova, jud. Orhei - † 22.XI.1940, penitenciarul din Chișinău);
2. Teodor Cojocaru (n. 3.V.1879, or. Chișinău - † 23.I.1941, penitenciarul din Chișinău);
3. Teodor Neaga (n. 8.III.1880, com. Suruceni, jud. Chișinău - † 6.XII.1941, Gulag, Penza, Rusia);
4. Vladimir Bodescu (n. 4.III.1868, com. Durlești, jud. Chișinău - † 28.XI.1941, Gulag, penitenciarul nr. 4 din or. Cistopol, RASS Tătară);
5. Ion Ignatiuc (n. 15.II.1893, com. Prepelița, jud. Bălți - † 26.I.1943, Gulag, RASS Tătară);
6. Pantelimon Sinadino (27.VII.1875, Chișinău - † Gulag, URSS, ?);
7. Constantin Bivol (n. 10.III.1885, com. Costești, jud. Chișinău - † 12.III.1942, Gulag, penitenciarul nr. 4 din or. Cistopol, RASS Tătară);
8. Emanoil Catelli (n. 25.I.1883, com. Zgărdești, jud. Bălți - † 18.II.1943, Gulag, penitenciarul nr. 5 din or. Sverdlovsk, URSS);
9. Luca Știrbeț (n. 7.II.1889, com. Cărpineni, jud. Chișinău - † 15.III.1942, Gulag, penitenciarul nr. 4 din or. Cistopol, RASS Tătară);
10. Alexandru Baltagă (n. 14.IV.1861, com. Lozova, jud. Chișinău - † 7.VIII.1941, Gulag, or. Kazan, RASS Tătară);
11. Nicolae Sacară (n. 19.V.1894, com. Rudi, jud. Soroca - † 24.II.1942, Gulag, Penza, Rusia);
12. Grigore Turcuman (n. 20.X.1890, com. Tătărăuca Noua, jud. Soroca - † 28.V.1942, Gulag, Penza, Rusia);
13. Ștefan Botnarciuc (n. 26.X.1875, com. Bălan, jud. Bălți - † 22.VIII.1941, Gulag, Penza, Rusia).
Doar unul (Ion Codreanu, n. 1879, com. Ștefănești, jud. Soroca - d. 15.II.1949, București>) a scăpat de masacru, fiind schimbat, în luna mai 1941, pe vestita ilegalistă comunistă Ana Pauker capturată de siguranța română.
Cu excepția lui Ion Codreanu, nici unul nu-și are locul de veci stabilit, nici unul nu a fost înmormântat creștinește.

## Membrii Sfatului Țării
Cei care au votat pentru Unire, pe 9 aprilie 1918 (27 martie stil vechi) (după nume, vârstă, profesie, grup etnic, județ)
1. Nicolae Alexandri, 60, jurnalist, Hotin/Chișinău
2. Elena Alistar-Romanescu, 42, medic, Cetatea Albă/Chișinău
3. Alexandru Baltagă, 55, preot, Orhei
4. Constantin Bivol, 33, moșier, Chișinău
5. Teodor Bârcă, 24, învățător, Chișinău
6. Teodosie Bârcă, 23, fermier, Soroca
7. Vladimir Bodescu, 50, jurist, Chișinău
8. Vladimir Bogos, 24, student, Chișinău
9. Nicolae I. Bosie-Codreanu, 59, șef de gară, Hotin[11]
10. Nicolae N. Bosie-Codreanu, 32, inginer, Hotin
11. Ștefan Botnarciuc, 43, fermier, ucrainean, Bălți
12. Ignatie Budișteanu, 30, fermier, Bălți
13. Ilarion Buiuc, 27, fermier, Orhei
14. Gheorghe Buruiană, 33, cooperator, Chișinău
15. Ion Buzdugan, 30, învățător, Orhei/Bălți
16. Anton Caraiman, 38, fermier, Orhei
17. Grigorie Cazacliu, 26, student, Soroca
18. Ion Cazacliu, 48, funcționar public, Soroca
19. Vladimir Cazacliu, 29, student, Soroca
20. Dimitrie Cărăuș, 25, student, Soroca
21. Vasile Ciorăscu, 31, fermier, Chișinău
22. Nicolae Cernăuțeanu, 26, soldat, Hotin
23. Nicolae Cernov, rus, Tighina
24. Afanasie Chiriac, 27, fermier, Dubăsari/Tighina
25. Vladimir Chiorescu, 30, cooperator, Chișinău
26. Vasile Cijevschi, 37, ofițer de armată, Tighina
27. Nicolae Ciornei, 25, fermier, Cahul
28. Pavel Cocârlă, 24, artizan, Orhei
29. Ion Codreanu, 39, fermier, Soroca
30. Ion Costin, 35, jurist, Chișinău
31. Ion Creangă, 24, învățător, Dubăsari/Tighina
32. Anton Crihan, 25, student, Bălți
33. Dumitru Dragomir, 28, fermier, Cetatea Albă
34. Dumitru Dron, 25, student, Orhei/Bălți
35. Felix Dutkiewicz, polonez, Lublin / Chișinău
36. Boris Epure, 36, funcționar public, Chișinău/Bălți
37. Pantelimon Erhan, 34, profesor, Tighina
38. Vasile Gafencu, 30, fermier, Bălți
39. Simeon Galițchi, Soroca
40. Andrei Găină, 33, fermier, Orhei
41. Vasile Ghenzul, 35, funcționar public, Chișinău
42. Alexandru Groapă, 38, oficial, Bălți
43. Nicolae Grosu, 27, student, Chișinău
44. Pantelimon Halippa, 34, jurnalist, Soroca
45. Teodor Herța, Orhei
46. Ion Ignatiuc, 25, fermier, Bălți/Chișinău
47. Ion Inculeț, 35, profesor, Chișinău
48. Teofil Ioncu, 32, funcționar public, Orhei
49. Vasile Lașcu, 60, jurnalist, Chișinău
50. Mihail Maculețchi, 56, fermier, Orhei
51. Dimitru Marchitan, 32, fermier, Bălți
52. Gheorghe Mare, 36, profesor, Cahul/Cetatea Albă
53. Nicolae Mămăligă, 38, grădinar, Chișinău
54. Vasile Mândrescu, 29, fermier, Orhei
55. Dumitru Mârza, 23, profesor, Hotin
56. Mihail Minciună, 32, fermier, Orhei
57. Alexandru Moraru, 37, fermier, Hotin
58. Anatolie Moraru, 23, fermier, Hotin
59. Zamfir Munteanu, Ismail
60. Gheorghe I. Năstase, 22, învățător, Soroca
61. Teodor Neaga, 37, profesor, Chișinău
62. Constantin Osoianu, 32, fermier, Bălți
63. Efimie Palii, 37, grădinar, Soroca
64. Ion Păscăluță, 25, soldat, Bălți
65. Gherman Pântea, 24, învățător, Bălți
66. Ion Pelivan, 40, jurist, Chișinău/Bălți
67. Petru Picior-Mare, 30, funcționar public, Bălți
68. Chiril Sberea, 27, inspector, Cahul
69. Andrei Scobioală, 32, profesor, Bălți
70. Nicolae Secară, 24, profesor, Soroca/Chișinău
71. Timofei Silistaru, 23, ofițer de armată, Ismail/Tighina
72. Elefterie Sinicliu, 22, fermier, Orhei
73. Nicolae Șoltuz, 60, fermier, Soroca
74. Chiril Spinei, 34, fermier, Soroca
75. Gheorghe Stavrii, 35, fermier, Cahul
76. Constantin Stere, 54, profesor, Soroca
77. Iacov Sucevan, Chișinău
78. Nicolae Suruceanu, 28, ofițer de armată, Chișinău
79. Teodor Suruceanu, 52, fermier, Chișinău
80. Gheorghe Tudor, 33, profesor, Bălți
81. Ion Tudose, 33, fermier, Orhei/Bălți
82. Grigore Turcuman, 26, fermier, Soroca
83. Vasile Țanțu, 35, profesor școlar, Chișinău
84. Leonida Țurcan, 23, funcționar public, Soroca/Chișinău
85. Teodor Uncu, 34, funcționar public, Orhei
86. Ion Văluță, 24, student, Bălți
87. Vitalie Zubac, 23, ofițer, Ismail

Voturi împotriva Unirii
1. Ștefan Balmez, 35, funcționar public, bulgar, Chișinău
2. Arkadi Osmolovski, ucrainean
3. Mihail Starenki, ucrainean

Cei care s-au abținut
1. Philipp Almendinger, 50, fermier, german, Cetatea Albă
2. Zaharia Bocșan, 49, fermier, Bălți
3. Gheorghi Brinici, 30, fermier, ucrainean, Bălți
4. Gavril Buciușcan, 29, profesor, Orhei
5. Nikita Budnicenko (sau Vilnicenko), 36, fermier, ucrainean, Bălți
6. Vasile Covali, ucrainean
7. Alexei Culeva, 43, fermier, bulgar, Ismail
8. Petre Culcev, 47, fermier, bulgar
9. Vasile Curdinovski, 46, profesor, Poltava
10. Dragomir Diaconovici
11. Serghei Doniko-Iordăchescu, Chișinău
12. Ion Dumitrașcu, 28, fermier, Orhei
13. Ion Harbuz, 31, funcționar public, Chișinău
14. Aleksandr Grekulov, rus
15. Isac Gherman, 60, jurist, evreu, Chișinău
16. Constantin Iurco, 34, fermier, ucrainean, Hotin
17. Eugen Königschatz, 58, jurist, evreu, Chișinău
18. Teodor Kirilov, 37, jurist, bulgar, Ismail
19. Ivan Krivorukov, 42, muncitor, rus, Tighina
20. Andrei Krupenski, ucrainean, Chișinău
21. Samuel Lichtmann, 60, funcționar public, evreu
22. Alexander von Loesch, german
23. Vladimir Linev, 39, profesor, rus
24. Piotr Manițki, 35, profesor, rus
25. Dimitri Maldor, bulgar
26. Hristo Misirkov, 43, profesor, bulgar, Ismail
27. Teodor Moldovan, român
28. Iacob Nagorniak, 39, fermier, ucrainean, Hotin
29. Teodor Nikitiuk, 35, topograf-geometru, ucrainean, Cahul
30. Petre Poliatenciuk, 36, funcționar public, ucrainean, Podolia
31. Gheorghe Ponomarev, probabil rus
32. Ion Popa, 28, fermier, român, Bălți
33. Mihail Savenko, ucrainean
34. Moise Slutski, 62, doctor, evreu, Chișinău
35. Vladimir Țîganko, 31, inginer, rus
36. Eftimie Vizitiu, 37, fermier, român, Soroca

Absenți de la sesiune
1. Petre Bajbeuc-Melikov, 45, topograf-geometru, armean, Orhei
2. Ion Ceornega, 40, fermier, Ismail
3. Teodor Corobcean, 37, cooperator, Soroca
4. Ioan Herța, 34, fermier, Chișinău
5. Gutman Landau, 40, funcționar public, evreu
6. Anton Novakov, bulgar
7. Anton Rugină
8. Kalistrat Savciuk, ucrainean
9. Gheorghe Sârbu
10. Teodor Stanevici, 51, judecător, rus, Chișinău
11. Mendel Steinberg, evreu
12. Gheorghe Tcepci
13. Alexandru Țurcan, 32, fermier, Soroca

## Galerie

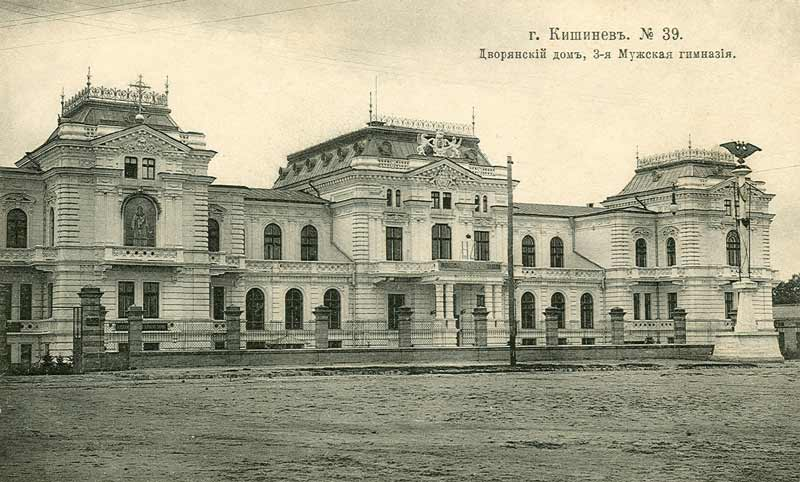
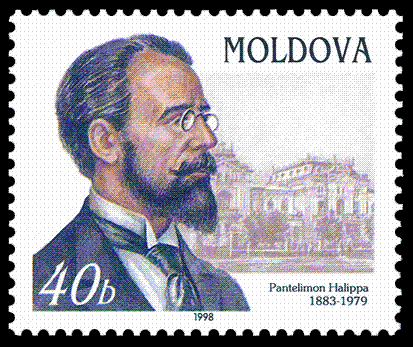
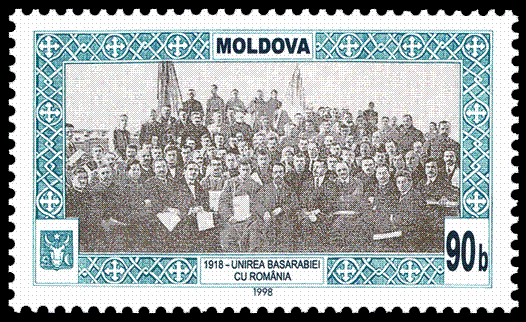
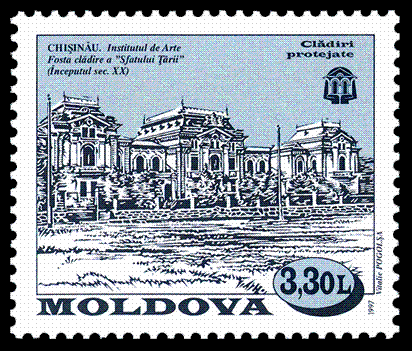
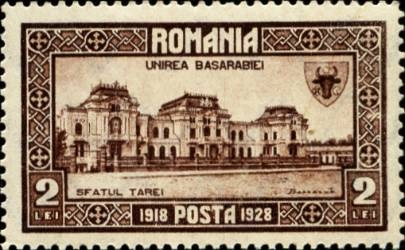
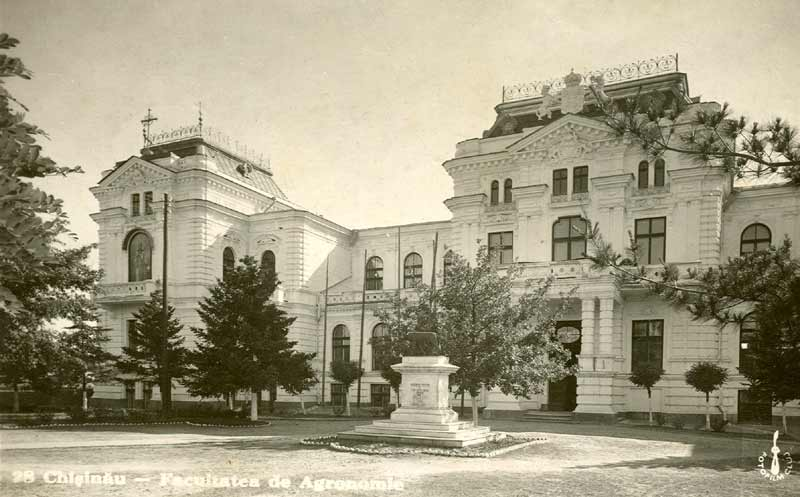